# Municipio de Stenungsund
Stenungsund (en sueco: Stenungsunds kommun) es un municipio en la provincia de Västra Götaland, al suroeste de Suecia. Su sede se encuentra en la ciudad de Stenungsund. El municipio se creó en 1952 cuando los antiguos municipios de Jörlanda, Kode, Stenungsund y otros municipios rurales se fusionaron.

## Localidades
Hay 9 áreas urbanas (tätort) en el municipio:
| # | Tätort       | Población |
| - | ------------ | --------- |
| 1 | Stenungsund  | 13 725    |
| 2 | Stora Höga   | 2876      |
| 3 | Jörlanda     | 1506      |
| 4 | Ödmål        | 1445      |
| 5 | Ucklum       | 602       |
| 6 | Svenshögen   | 413       |
| 7 | Stenungsön   | 248       |
| 8 | Svartehallen | 247       |
| 9 | Spekeröd     | 229       |

## Ciudades hermanas
Stenungsund está hermanado o tiene tratado de cooperación con:
- Odda, Noruega
- Frederiksværk, Dinamarca
- Huittinen, Finlandia